# Haus Töller
Das Haus Töller ist ein in der südlichen Kölner Altstadt gelegenes Gasthaus im traditionellen Brauhausstil. Der Betrieb wurde im Jahr 1871 von Theodor Töller (* 9. Juli 1854 in Köln, † 23. Oktober 1926 in Köln) als „Brauerei Töller“ in einem seit dem 14. Jahrhundert belegten Gebäude gegründet. Nach Schließung der Brauerei im Jahre 1881 wurde das Haus ausschließlich als Ausschank und Gasthaus bewirtschaftet. Das Haus Töller behielt in Einrichtung und Raumaufteilung weitgehend seinen Originalzustand, wobei der Grundriss dem seit dem 17. Jahrhundert verbreiteten Aufbau kleiner Kölner Hausbrauereien entspricht. Das Gasthaus betreibt als eine der letzten Einrichtungen Kölns ein Thekenschaaf in seiner ursprünglichen Funktion.

## Geschichte

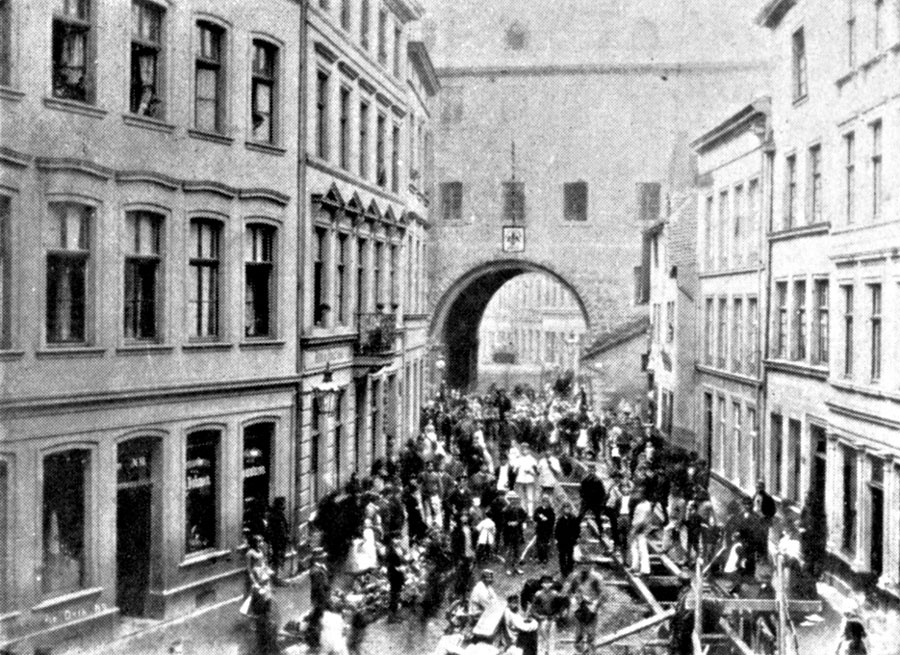
Haus Töller (drittes Haus von rechts) vor dem Weyertor im Jahre 1886

Das „Haus Töller“ liegt in der Weyerstraße, die in der Nachfolge einer Römerstraße in ihrer außerhalb der Stadtmauer gelegenen Verlängerung als Luxemburger Straße nach Trier und Luxemburg führte. Wenige Meter vom Gebäude befand sich das Weyertor, eines der wichtigsten und größten Tore der mittelalterlichen Kölner Stadtmauer.
An dieser wichtigen westlichen Ausfallstraße siedelten sich seit dem 15. Jahrhundert erste Herbergen, Gasthäuser und Hausbrauereien an. Im kurzen Straßenverlauf zwischen Rothgerberbach und Weyertor gab es zum Ende des 19. Jahrhunderts bis zu neun Betriebe, die jeweils auch einen Ausschank besaßen.

### Steynen Huys

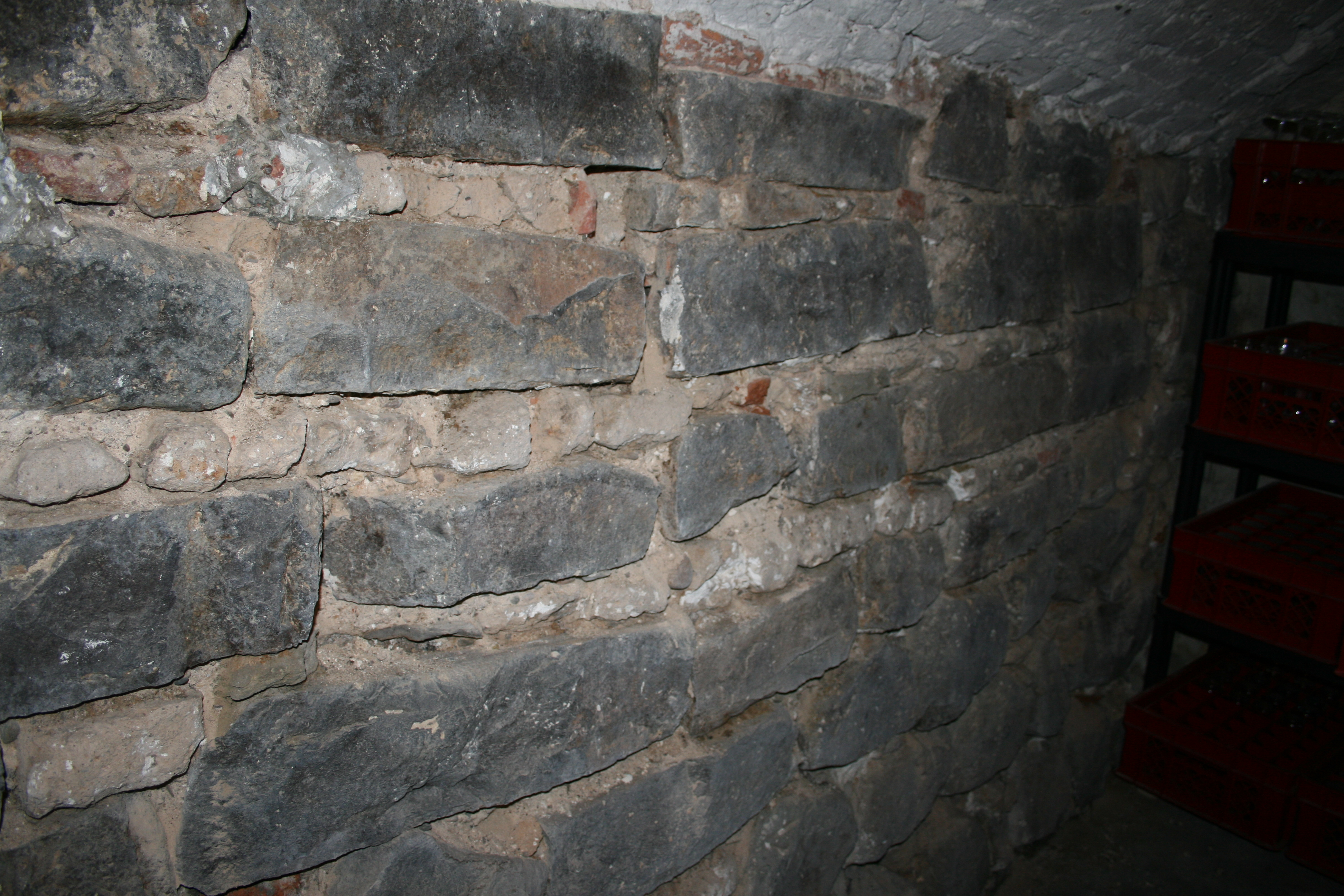
Grundmauer aus dem 14. – 15. Jahrhundert, Ansicht im Keller

Das Gebäude des Brauhauses ist in seinem Kern eines der ältesten erhaltenen Häuser Kölns. Zur ersten urkundlichen Erwähnung und Datierung des Hauses gibt es unterschiedliche Angaben zwischen 1343 und 1451. Das „Steynen Huys“, im Unterschied zu den bescheidenen Fachwerkbauten der Nachbarschaft aus Stein errichtet, stand unmittelbar neben dem direkt am Weyertor gelegenen „Tollhaus“ (Zollhaus) der Stadt. Es war zunächst als Doppelhaus in zwei „Halbscheide“ geteilt konzipiert worden. Diese stellten getrennte Besitztümer dar und wurden im Laufe der Jahrhunderte mehrmals verkauft und vererbt, wodurch sie zahlreiche adlige und wohlhabende Besitzer hatten, darunter das Kölner Domkapitel und die Kölner Alexianer. Ab dem Jahre 1772 wurden beide Hälften zu einem Besitztum vereint, das einer Familie Lintlau bis ins Jahr 1813 zugeschrieben wird.
In der Franzosenzeit erhielt das Haus im Jahre 1797 erstmals eine Hausnummer, die 6377. Die preußische Regierung führte die bis heute übliche Nummerierung der Häuser innerhalb derselben Straße ein, wodurch das Haus 1813 die Adresse Weyerstraße 90 (seit 1893 bis heute: Nummer 96) erhielt. Ebenfalls ab 1813 ist im „Steynen Huys“ erstmals ein gastronomischer Betrieb mit Alkoholausschank unter dem Besitzer Joseph Geerling nachweisbar.

### Haus Töller

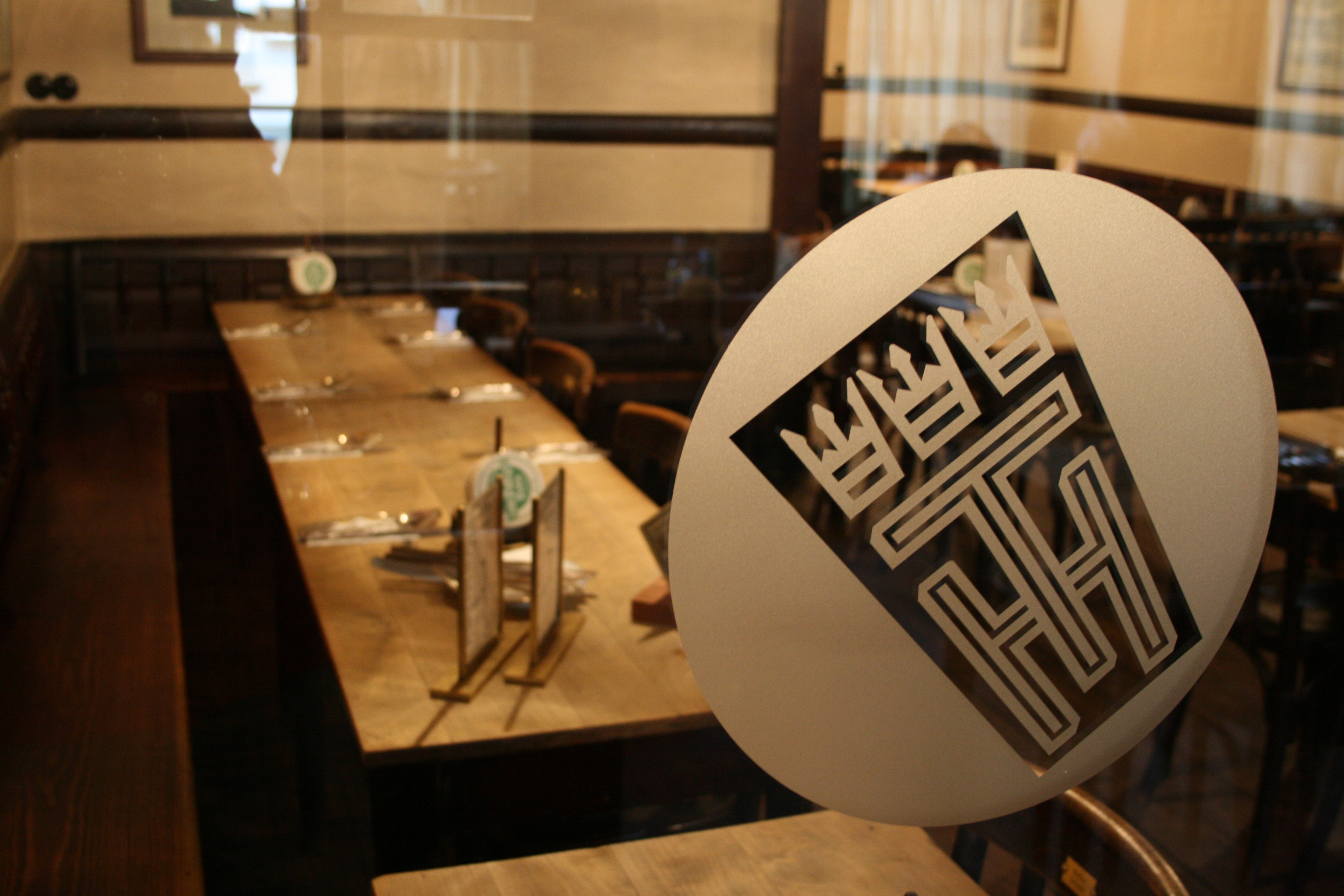
Emblem und Gaststube

Peter Töller, der in einem Nachbarhaus ab 1859 eine Brennerei betrieb, erwarb das Haus im Jahre 1864 von der Familie Geerling. Er ließ den Giebel in die damalige Straßenflucht zurücksetzen und das Haus zunächst um eines und später dann um ein weiteres Stockwerk erhöhen und verputzen, so dass es sein heutiges Aussehen erhielt.
Im Jahre 1871 gründete sein Sohn Theodor Töller in dem Gebäude eine Brauerei, die jedoch nur zehn Jahre in Betrieb war. Fortan betrieb Töller, der auch „Vater Töller“, „reinlicher Dores“ oder „Dores met däm naasse Plagge“ genannt wurde, das Haus mit Erfolg als Gastwirtschaft. Seine Spitznamen erhielt Theodor (Kölsch: Dores) Töller, weil er stets mit einem „Plaggen“ (Wischlappen) ausgerüstet war und als sehr ordnungsliebend und reinlich galt. So sperrte er sich lange gegen den Konsum der zum Ende des 19. Jahrhunderts aufkommenden Zigaretten in seinem Lokal, weil von diesen die Asche leichter abfiel als das etwa bei den bis dahin verbreiteten Zigarren der Fall war, so dass Verunreinigungen des Gasthauses drohten. Außerdem rauchten seiner Meinung nach nur sehr junge Leute oder ältere Menschen mit einem unmoralischen Lebenswandel die „Zibibbcher“ – beide Gruppen wollte er in seinem Lokal nicht haben. Auf nahezu pedantische Weise rückte er die Stühle zurecht und legte die Zeitungen in festem System, getrennt nach politischer Ausrichtung und Ausgabedatum auf verschiedenen Tischen aus. Aus dem Thekenschaaf heraus behielt er diese Ordnung im Blick und intervenierte sofort, wenn ein Gast sie durcheinanderbrachte. Regelrecht grob konnte er werden, wenn Gäste, um auf ein leeres Glas aufmerksam zu machen, auf den Tisch klopften oder gar versehentlich ein Glas umstießen. Der „reinliche Dores“ zog sich am 30. April 1912 aus dem Geschäft zurück. Über ihn sind diverse Anekdoten überliefert, mehrere Gedichte befassen sich mit seiner Verkörperung eines strengen Gastwirts. Heute gilt er als Kölsches Original.
Der Name Töller blieb dem Gasthaus über die folgenden Jahrzehnte erhalten. Ebenso das Emblem, die an das Kölner Wappen angelehnten drei Kronen über den Buchstaben H und T, das bis heute auf Getränke- und Speisekarten, in der Innenausstattung und auf den Marken zur Abrechnung des Bierausschanks angebracht ist.

### Die „Ära Esser“
Am 1. Mai 1912 übernahm der Gastwirt Peter Esser das Haus und führte es unter der Bezeichnung Schenkwirtschaft und Restauration von Peter Esser. Vorm. Th. Töller weiter. Er ließ 1915 rückwärtig einen kleinen Saal als Erweiterung der Gaststube anbauen, der heute noch die Kapazität des Hauses erhöht. Sein Sohn Willy Esser, als Studierter auch „dä akademische Zappjung“ genannt, übernahm später das Geschäft und führte es bis in die 1980er Jahre fort.
Nach dem Zweiten Weltkrieg war das Gasthaus eines der wenigen nahezu unbeschädigten Gebäude der nach alliierten Bombenangriffen zu über 90 % zerstörten Kölner Innenstadt. So konnte es 1947 zum Ausgangspunkt für die Wiederbegründung der KDStV Rappoltstein (Straßburg) Köln werden.
Von Willy Esser wird aus der unmittelbaren Nachkriegszeit berichtet, er sei aus dem zerstörten Köln nach Dänemark zur Carlsberg-Brauerei gereist und habe von dort obergärige Hefe für das erste Nachkriegs-Kölsch importiert, die von mehreren Kölner Brauereien dringend benötigt wurde.
In den 1950er bis 1980er Jahren zog das Lokal viele Prominente als Stammgäste und Gelegenheitsbesucher an. Zeugnis davon gibt ein ab den 1930er Jahren geführtes Gästebuch, das neben Einträgen etwa von Heinrich Lübke, Roy Black, Rolf Stommelen, Brigitte Mira, Max Inzinger, Gilbert O’Sullivan, Bill Ramsey, Karl-Heinz Schnellinger, Anton Räderscheidt, Tankred Dorst, Konrad Adenauer, Berti Vogts, James Last, Rainer Werner Fassbinder, Joseph Beuys oder Wencke Myhre auch viele Zeitungsberichte über das Haus Töller sammelt. Es ist heute in der Gaststube hinter Glas ausgestellt.

### Gegenwart
Nach mehreren Pächterwechseln übernahm im November 2003 der gegenwärtige Inhaber Henning Heuser das Haus Töller. Außerdem änderte sich die beliefernde Brauerei: Nach 51 Jahren Sion- und 34 Jahren Mühlen-Kölsch liefert seit 2007 die kleine Brauerei Päffgen das Kölsch für die Gastwirtschaft. Das Haus Töller ist neben dem Päffgen-Stammhaus einer der wenigen gastronomischen Betriebe, die diese Kölschmarke führen.

## Einrichtung und Betrieb
Weil seit der Gründung nur wenige Veränderungen am Haus Töller vorgenommen wurden, entsprechen Ausstattung und gastronomischer Betrieb des Hauses auch heute in weiten Teilen einer kölschen Gastwirtschaft des 19. Jahrhunderts. Der überwiegende Teil des Mobiliars wurde seit 1871 nicht ausgetauscht, sondern stets nur repariert und restauriert, so dass man zum Beispiel vielen Tischen in der Gaststube die jahrzehntelange Behandlung mit der Scheuerbürste gut ansieht. Im Original erhalten ist auch die hölzerne Kassettendecke der Gaststube, die letzte erhaltene ihrer Art in Köln.

Innenausstattung
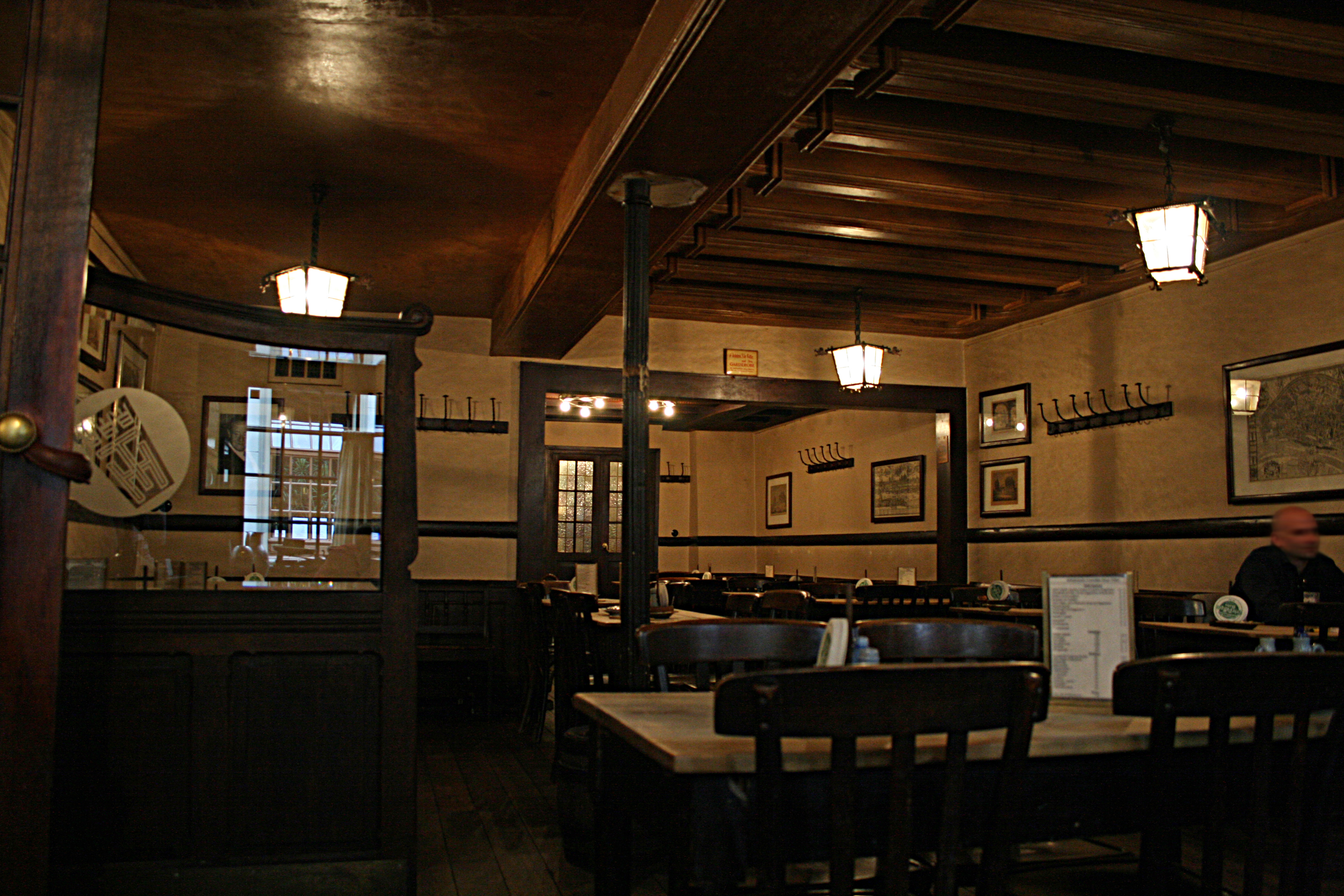
Gaststube mit Kassettendecke
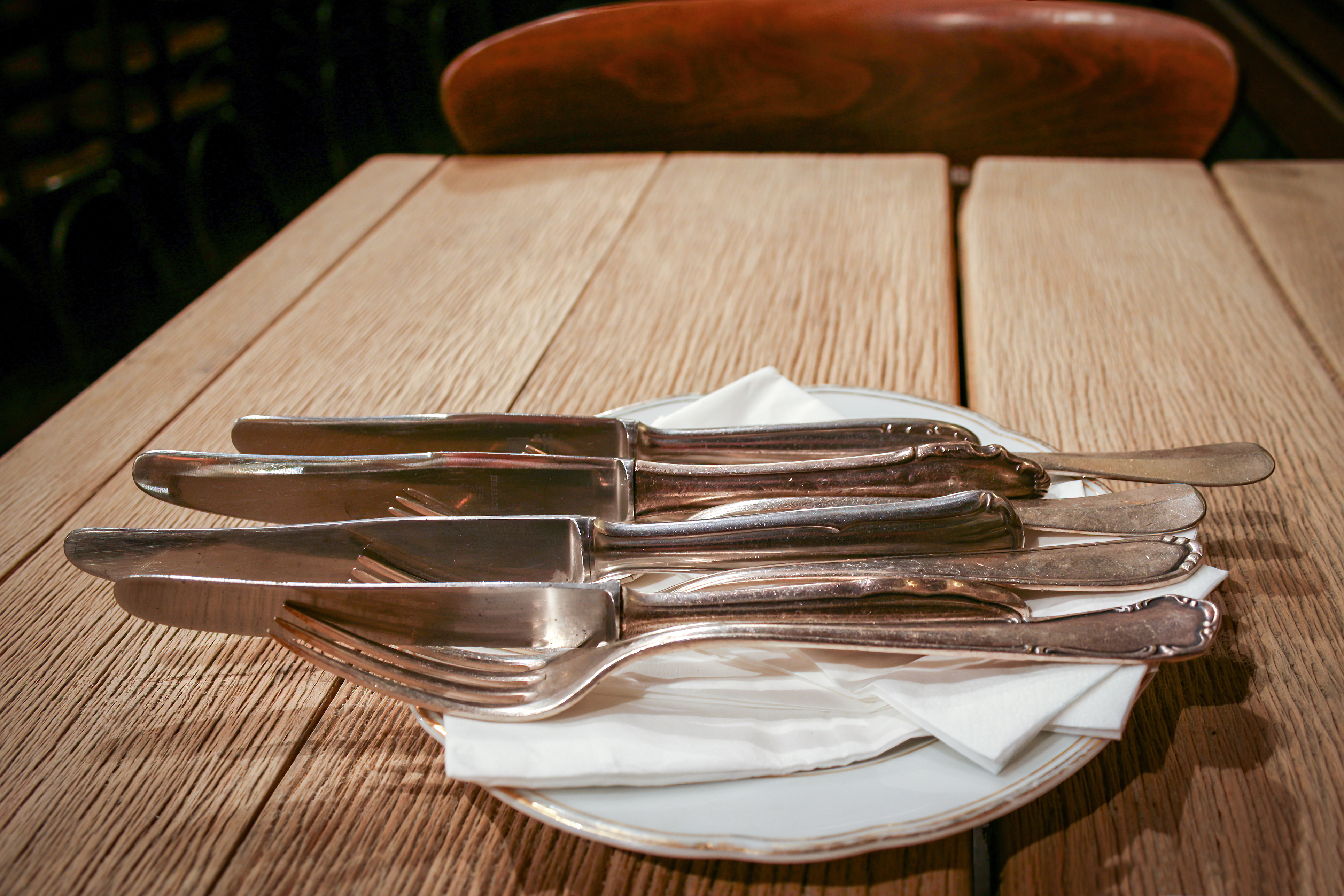
Gescheuerter Tisch in der Gaststube
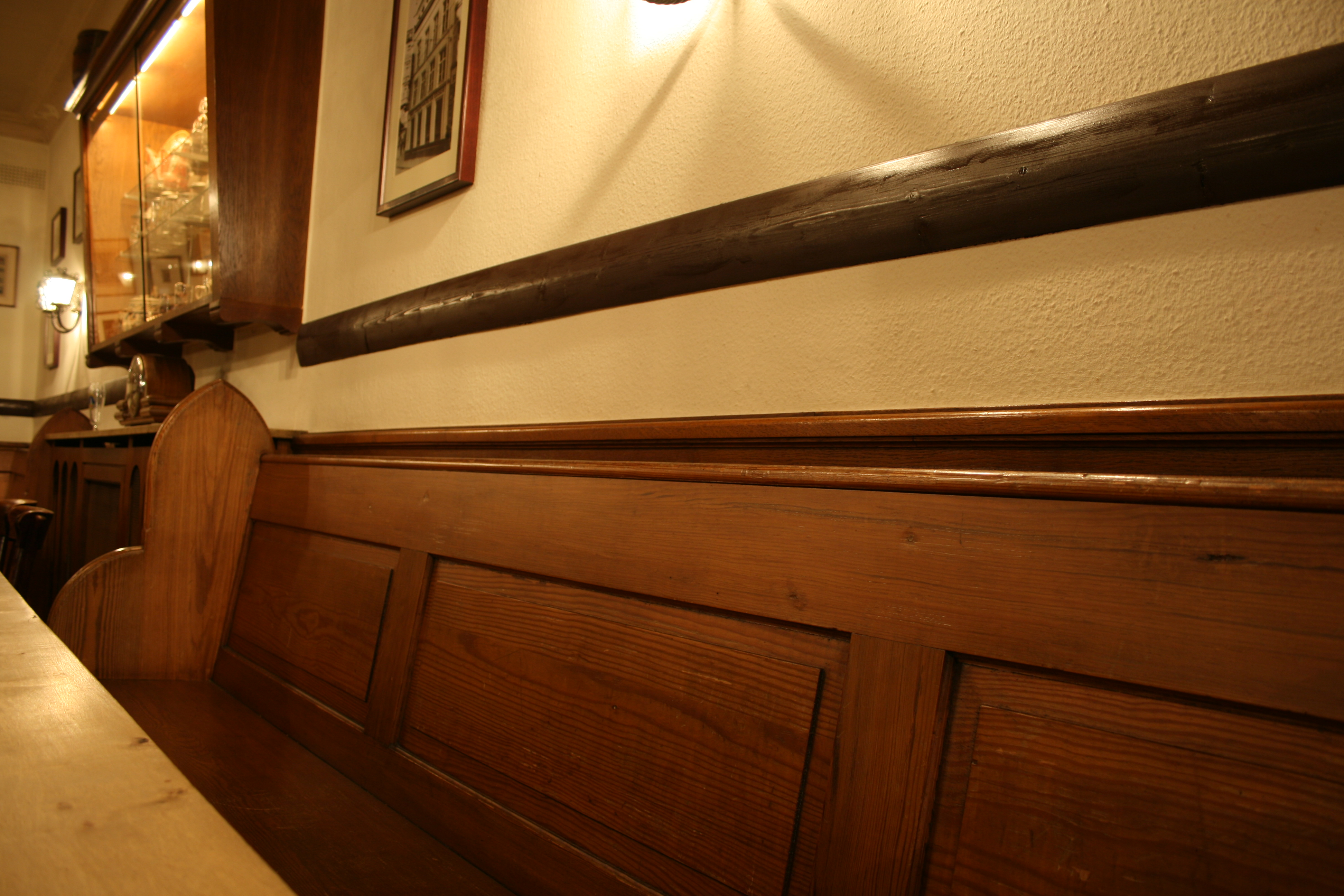
„Pomadenleiste“ zum Schutz der Wand
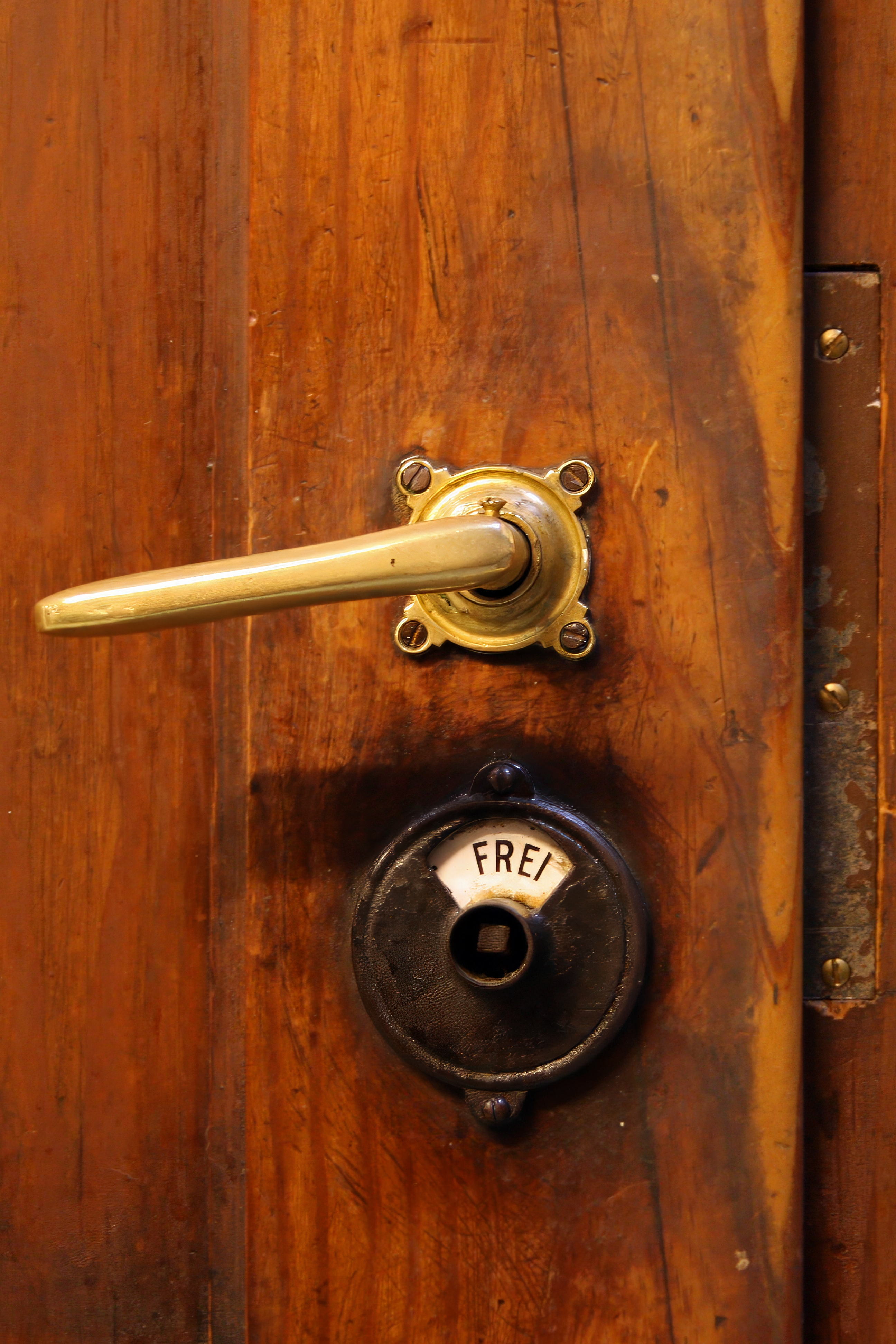
Schloss der Toilettentür
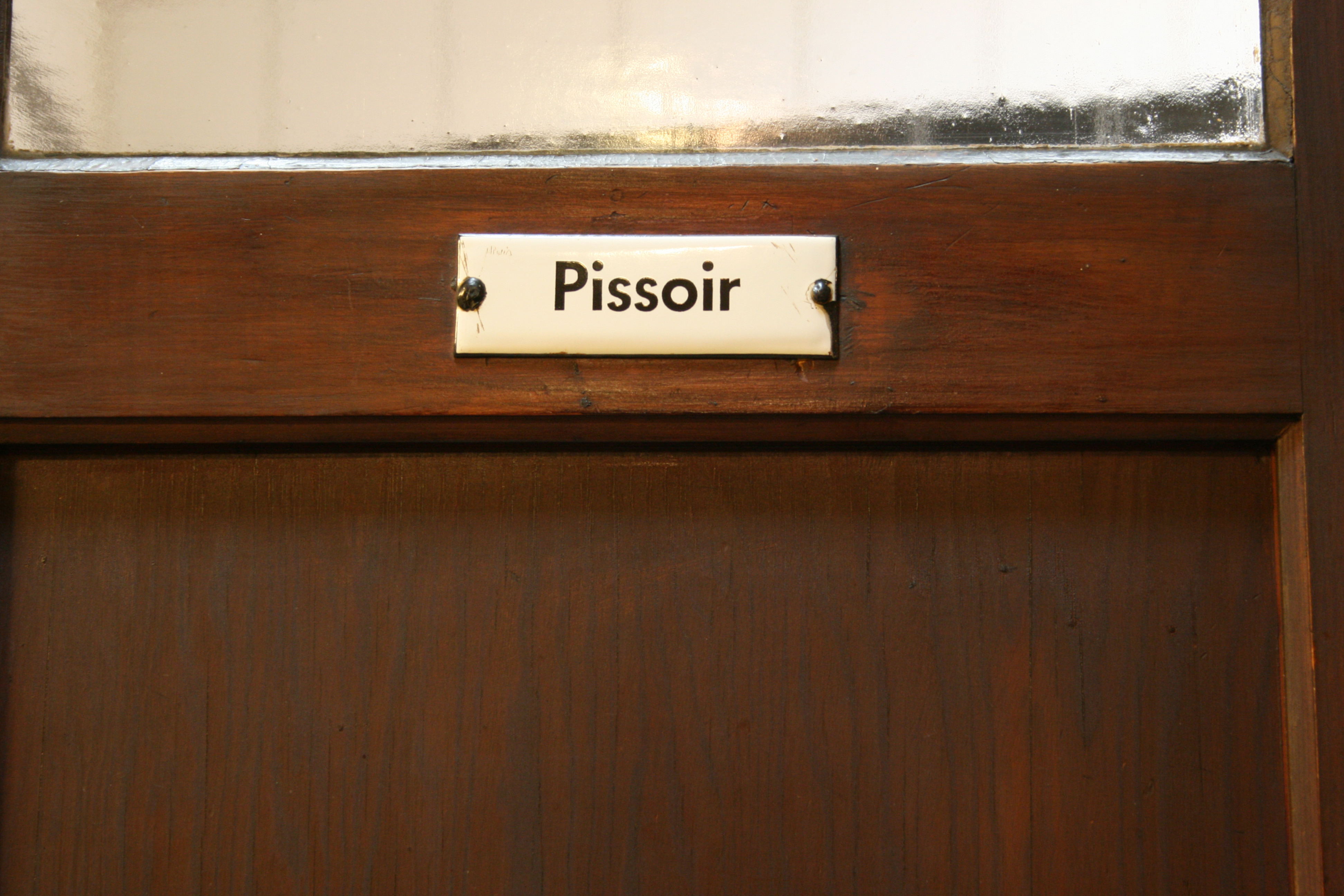
Pissoir

### Aufbau
|}Der Grundriss des Gasthauses folgt dem traditionellen Aufbau der Kölner Hausbrauereien: Wie bei einem Wohnhaus gelangt man durch die straßenseitige Eingangstür zunächst in einen Hausflur, der seitwärts zur Gaststube und geradeaus zur früheren Brauerei und in den Keller führt. Der Flur wird nicht nur als Durchgang genutzt: Er ist gleichzeitig Schankraum (kölsch: et Zappes) zum Zapfen des Bieres von einer hölzernen Fassbank, war früher Anlaufstelle für den Kleinverkauf außer Haus sowie Schwemme zum Aufenthalt solcher Gäste, denen der Eintritt in eine Gaststube nicht gestattet war. Dazu gehörten in reichsstädtischen Zeiten etwa der Henker und seine Knechte, die Abdecker, die Diener des Gewaltgerichts und auch die Stadtsoldaten. Nachdem die Franzosen diese „Klassengesellschaft“ beendet hatten, blieb eine schichtspezifisch unterschiedliche Nutzung von Schwemme und bestuhlter Gaststube verbreitet, die für „gewisse Klassen“ nach wie vor das Bier im Hausflur vorsah.
Im „Haus Töller“ gibt es bis heute keine Zapfanlage. Die Köbesse zapfen das Bier im Schankraum direkt aus hölzernen Bierfässern, die mit einem Kettenzug durch eine Öffnung im Boden aus dem im Keller gelegenen Kühlhaus gehoben und dann auf der angeschrägten Zapfbank platziert werden.
Vom Hausflur aus führt eine hölzerne Wendeltreppe in die oberen beiden Stockwerke, in denen sich Wohnräume befinden. Ursprünglich wohnten dort neben dem Wirtsehepaar das Hausgesinde: Brauknechte und Köbesse, Kaltmamsell und Koch.

### Thekenschaaf

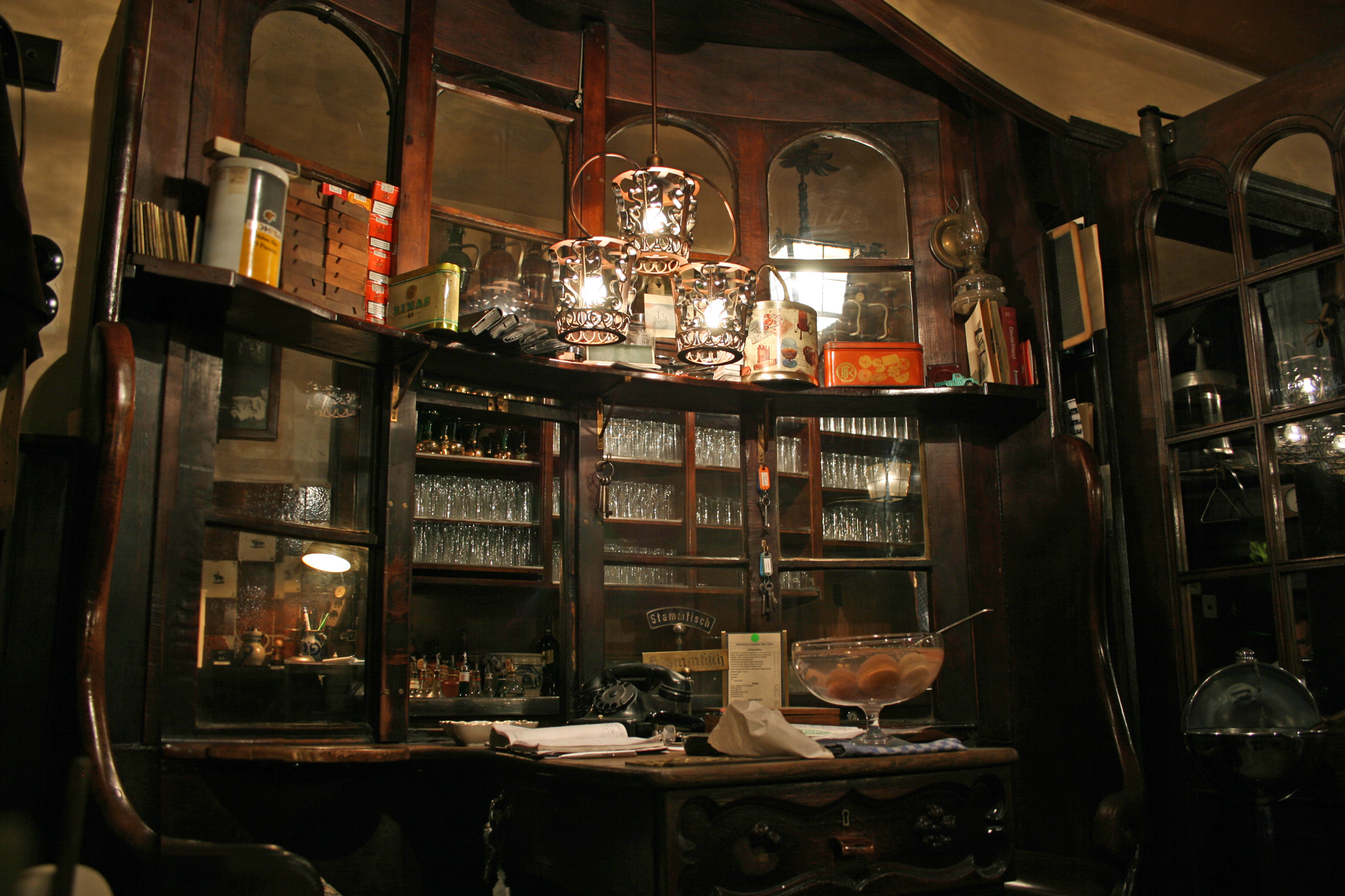
Thekenschaaf von der Gaststube aus gesehen

Schankraum und Gaststube sind im „Haus Töller“ durch einen Durchgang verbunden, der von einem üppigen geschnitzten Holzrahmen umgeben ist. Zwischen beiden Räumen ist das ebenfalls schnitzereiverzierte Thekenschaaf, auch „Beichtstuhl“ genannt, eingebaut. Dieser traditionelle Arbeitsplatz des Wirtes ist erkerförmig in den Schankraum gewölbt. Hinter der mit Fenstern versehenen geschnitzten Holzkonstruktion befinden sich auf der Gaststubenseite eine Doppelsitzbank und ein Schreibpult mit Schubladen für Besteck. Das Thekenschaaf wird auch heute in seiner ursprünglichen Funktion genutzt: Es ist regelmäßig durch den Wirt besetzt, der die Gaststube und den Schankraum bis zur dahinter gelegenen Küche gleichermaßen beobachten kann. Die Köbesse geben ihre Biermarken am „Beichtstuhl“ ab, wo sie an einem auf der Tischplatte angebrachten Metallwinkel aufgereiht werden. Am Winkel, der genau 100 Biermarken aufnehmen kann, liest der Wirt die Zahl der ausgeschenkten Kölsch ab und kann so den Füllstand des angeschlagenen Fasses erkennen. Der „Beichtstuhl“ ist gleichzeitig Büro und Aufbewahrungsort für Tabakwaren und Soleier, die in einer großen gläsernen Schale präsentiert werden. Auch das Telefon, in dem Fall ein alter Tischfernsprecher vom Typ W 48, steht im Thekenschaaf.
Direkt am Thekenschaaf sind einige Tische als Stammtisch gekennzeichnet; sie sind den Stammgästen vorbehalten, von denen manche seit Jahrzehnten ins Töller kommen.

### Betrieb
Das Haus Töller verfügt heute mit dem Anfang des 19. Jahrhunderts rückwärtig angebauten Saal über 199 Sitzplätze, davon 87 in der ursprünglichen Gaststube. Die Bedienung der Gäste wird vom Köbes in traditioneller blauer Arbeitskleidung verrichtet. Wie in vielen rheinischen Brauhäusern wird ein leeres Bierglas auch ohne Bestellung gegen ein volles austauscht, bis der Gast einen Bierdeckel auf das Glas legt.
Neben den Köbessen kümmern sich ein Koch und eine Kaltmamsell im Hintergrund um die Bewirtung der Gäste.
Die kölsch-rustikale Speisenkarte beinhaltet brauhaustypische und überwiegend hausgemachte Gerichte wie den Halven Hahn, Hämchen, Himmel und Ääd, Rheinischen Sauerbraten vom Pferd oder, nur am rheinischen Reibekuchentag Freitag, Rievkooche mit Schwarzbrot, Rübenkraut oder Apfelmus. Die Ausstattung moderner Gastronomiebetriebe wie Musikanlage, Spielautomat, Registrierkasse, Espressomaschine oder Fernseher findet man im Haus Töller nicht.